# Аль-Бахлулія (нохія)
Аль-Бахлулія (араб. ناحية البهلولية) — нохія у Сирії, що входить до складу району Латакія провінції Латакія. Адміністративний центр — м. Аль-Бахлулія.
| Сирія | Це незавершена стаття з географії Сирії. Ви можете допомогти проєкту, виправивши або дописавши її. |